# سيلانو
سيلانو (بالإيطالية: Sellano)‏ هي بلدية في مقاطعة بيرودجا في إقليم أومبريا في إيطاليا.

## السكان
في سنة 1861 بلغ عدد السكان 2٬547 نسمة، وتطور العدد ليصل في سنة 2011 لـ 1٬140 نسمة.
يظهر هذا المخطط البياني تطور النمو السكاني لـ سيلانو